# MAMA Awards
O MAMA Awards (coreano: 마마 어워즈, anteriormente Mnet Asian Music Awards) é uma grande cerimônia de premiação musical apresentada anualmente pela empresa de entretenimento CJ E&M. Realizado pela primeira vez na Coreia do Sul, a maioria dos prêmios foi conquistada por artistas de K-pop, embora existam outros artistas asiáticos ganhando em várias categorias de prêmios, como Melhor Artista Asiático e outros prêmios relacionados a profissionais.
A cerimônia de premiação foi realizada pela primeira vez em Seul em 1999, sendo exibida na Mnet. O MAMA também foi realizado em vários países asiáticos e cidades fora da Coreia do Sul desde 2010 e agora é transmitido online internacionalmente além da Ásia.

## História
Os Prêmios começaram em 1999 sob o nome "Mnet Km Music Festival" (MKMF). Nesse momento, foi a primeira e única música coreana music video awards cerimônia. Depois de seu aniversário de 10 anos em 2008, o corpo premiações foi renomeado para "Mnet Asian Music Awards" ou simplesmente "MAMA" em 2009. Isto marcou uma mudança no conceito e a forma como eles vão lidar com como as pessoas podem votar para que os artistas ganharem os prêmios. Ele iniciou a sua transmissão ao vivo na China, Japão, Hong Kong e Sudeste da Ásia, através do Channel V International.
Em 2010 o evento foi realizado fora da Coreia do Sul pela primeira vez. O 12º evento anual foi realizado no Venetian Resort Macau, em Macau, China e transmitido ao vivo em muitos países. BoA, que ganhou o "Prêmio de Melhor Solo Feminino", não estava presente na cerimônia, devido à sua música e sua agência S.M. Entertainment, envolvida em controvérsias com Mnet Media. Além disso, CNBLUE, 2AM, Jo Kwon, Ga-In, que também levaram os prêmios ganhos não foram transmitidos devido à falta de atendimento. Seus slogans foram mudados de "Asian Wave" e "One Asia" em 2009 e 2010 respectivamente, até que se torne "Music Makes One" de 2011 até o presente. Seus slogans significam espalhar seu objetivo principal para unir povos através da música apesar de seus gêneros, origens, culturas, línguas, ou país diferentes.

### Marcos
- 1999: Criação e lançamento do "Mnet Km Music Festival" (MKMF). Os Daesang prêmios incluem o "Video Music of the Year" e "Most Popular Music Video".[5]
- 2006: O ex-Daesang (ou grande prêmio) categorias dos prêmios "Music Video of the Year" e "Best Popular Music Video" foram alterados para "Álbum do Ano", "Canção do Ano" e "Artista do Ano".[5]
- 2009: O antigo nome foi alterado para "Mnet Asian Music Awards" (MAMA).
- 2010: A cerimônia do evento não teve lugar na Coreia do Sul pela primeira vez, mas em Macau, na China.
- 2012: O evento marcou a maioria dos prêmios dada em uma noite. Foram apresentados 19 prêmios competitivos e 18 prêmios especiais (37 no total).[7]
- 2018: Foi adicionada mais uma categoria entre os Daesangs (grande prêmio), sendo ela a categoria "Worldwide Icon Of The Year" (Icone Mundial do Ano).

### Antigo nome
- Mnet Video Music Awards (Mnet 영상음악대상, 1999)
- Mnet Music Video Festival (MMF, 2000–2003)
- Mnet Km Music Video Festival (MKMF, 2004–2005)
- Mnet Km Music Festival (MKMF, 2006–2008)
- Mnet Asian Music Awards (MAMA, 2009–atualmente)

## Controvérsias
- Em 2007, Lee Min-woo e Shin Hye-sung, ambos membros do Shinhwa deixou o evento MKMF antes da radiodifusão. Sua empresa de gestão mais tarde lançou uma declaração sobre o assunto, informando que seus artistas receberam tratamento injusto do MKMF.
- Em 2009, a S.M. Entertainmente e Inwoo Production boicotou o evento de MAMA em 21 de novembro, portanto, nenhum de seus artistas participaram do evento. Inwoo Production, representando cantores Jang Yun-jeong e Park Hyun-bin anunciou,o boicote e questionou a justiça da cerimônia de premiação. Enquanto isso, através de um comunicado de imprensa, a SM Entertainment afirmou que eles têm reservas em relação ao padrão de justiça e os critérios utilizados nas respectivas seleções, citando que o Girls' Generation havia ultrapassado um gráfico de música durante nove semanas consecutivas, mas nunca foi colocado o primeiro lugar em seu show e apenas uma estreia em suas paradas um mês após o lançamento do álbum. Eles também pediram que seus artistas fossem removidos de uma pesquisa móvel que exigia que os participantes pagassem uma taxa para votar dizendo que "não querem ver os fãs sofrerem nenhum dano da pesquisa que tem intenções comerciais".[8] SS501 do DSP Media, Son Dam-bi e After School da Pledis Entertainment também não compareceu à cerimônia de premiação, mas citou conflitos de agenda, em vez de boicote.[9][10]
- Em 2010, Rain, MBLAQ, 2AM, B2ST, T-ara, Davichi[11] 4Minute, Kara, Super Junior,Girls' Generation[12] Wheesung, BoA, After School, Son Dam-bi[13] Lee Hyori, CNBLUE, G.NA e Rainbow que foram todos nomeados não compareceu ao evento de 2010 MAMA em Macau, a primeira vez que foi realizada no exterior. Muitos citaram conflitos de agenda e que a transmissão ao vivo do MAMA em 28 de novembro entraram em confronto com a transmissão semanal ao vivo do SBS Music Show Inkigayo. Core Contents Media declarou que T-ara e Davichi não participarão devido a conflitos de programação. FNC Entertainment anunciou que a CNBLUE não vai comparecer devido a atividades individuais, apesar de ser nomeada para o "Rookie do Ano", "Best Band Performance" e "Shilla Duty Free Asian Wave". Jung Yong-hwa do CNBLUE foi também um dos três MCs para Inkigayo e membro Kang Min-hyuk estava em uma conferência de imprensa para tomar parte de um próximo drama da SBS.[14] J. Tune Entertainment e Pledis Entertainment também afirmou que seus artistas não iriam estar presente.

## Broadcasting
O programa é transmitido ao vivo em treze países da Ásia. Na Coreia do Sul e Japão,é transmitido na Mnet. Outros canais de TV que transmitem o show incluem Star World ,TVN, Channel V, Music On! TV (Japão), 8TV (Malásia) , MediaCorp Canal L (Singapura), GMM 25 (Tailândia), Indosiar (Indonésia), Myx, MYX News Channel and Cheer Chaos TV (Filipinas), MY TV (Camboja), Mnet America (Estados Unidos), NRK (Noruega) e SBS (Austrália). O show também é transmitido on-line no site da Mnet na Coreia do Sul, Sohu na China, YouTube ao vivo, Vapp e allkpop para o resto do mundo.

## Locais de realização
| Ano                                 | Data                    | Cidade, País                | Local                                          | Apresentador(es)                 |
| Mnet Video Music Awards             | Mnet Video Music Awards | Mnet Video Music Awards     | Mnet Video Music Awards                        | Mnet Video Music Awards          |
| ----------------------------------- | ----------------------- | --------------------------- | ---------------------------------------------- | -------------------------------- |
| 1999                                | 27 de novembro          | Seul, Coreia do Sul         | Little Angels Arts Center                      | Choi Hal Li                      |
| 2000                                | 24 de novembro          | Seul, Coreia do Sul         | Little Angels Arts Center                      | Cha Tae-hyun e Kim Hyun-joo      |
| 2001                                | 23 de novembro          | Seul, Coreia do Sul         | Little Angels Arts Center                      | Cha Tae-hyun e Song Hye-kyo      |
| 2002                                | 29 de novembro          | Seul, Coreia do Sul         | Little Angels Arts Center                      | Shin Dong-yup e Kim Jung-eun     |
| 2003                                | 27 de novembro          | Seul, Coreia do Sul         | Universidade Kyung Hee                         | Cha Tae-hyun e Sung Yu-ri        |
| Mnet Km Music Video Festival (MKMF) |                         |                             |                                                |                                  |
| 2004                                | 4 de dezembro           | Seul, Coreia do Sul         | Universidade Kyung Hee                         | Shin Dong-yup e Kim Jung-eun     |
| 2005                                | 27 de novembro          | Seul, Coreia do Sul         | Arena de Ginástica Olímpica                    | Shin Dong-yup e Kim Ah-joong     |
| Mnet Km Music Festival (MKMF)       |                         |                             |                                                |                                  |
| 2006                                | 25 de novembro          | Seul, Coreia do Sul         | Arena de Ginástica Olímpica                    | Shin Dong-yup e Kim Ok-bin       |
| 2007                                | 17 de novembro          | Seul, Coreia do Sul         | Estádio Olímpico de Seul                       | Shin Dong-yup e Lee Da-hae       |
| 2008                                | 15 de novembro          | Seul, Coreia do Sul         | Estádio Olímpico de Seul                       | Rain                             |
| Mnet Asian Music Awards (MAMA)      |                         |                             |                                                |                                  |
| 2009                                | 21 de novembro          | Seul, Coreia do Sul         | Estádio Olímpico de Seul                       | Tiger JK                         |
| 2010                                | 28 de novembro          | Macau, China                | CotaiArena, The Venetian Macao                 | Nenhum                           |
| 2011                                | 29 de novembro          | Singapura, Singapura        | Estádio Interior de Singapura                  | Lee Byung-hun                    |
| 2012                                | 30 de novembro          | Hong Kong, China            | Centro de Convenções e Exposições de Hong Kong | Song Joong-ki                    |
| 2013                                | 22 de novembro          | Hong Kong, China            | AsiaWorld–Arena                                | Lee Seung-gi                     |
| 2014                                | 3 de dezembro           | Hong Kong, China            | AsiaWorld–Arena                                | Song Seung-heon                  |
| 2015                                | 2 de dezembro           | Hong Kong, China            | AsiaWorld–Arena                                | Psy                              |
| 2016                                | 2 de dezembro           | Hong Kong, China            | AsiaWorld–Arena                                | Lee Byung-hun                    |
| 2017                                | 25 de novembro          | Ho Chi Minh City, Vietname  | Hoa Binh Theatre                               | Thu Minh                         |
| 2017                                | 29 de novembro          | Yokohama, Japão             | Yokohama Arena                                 | Park Bo-gum                      |
| 2017                                | 30 de novembro          | Hong Kong, China            | W                                              | -                                |
| 2017                                | 1 de dezembro           | Hong Kong, China            | AsiaWorld–Arena                                | Song Joong-ki                    |
| 2018                                | 10 de dezembro          | Seul                        | Dongdaemun Design Plaza                        | Jung Hae-in                      |
| 2018                                | 12 de dezembro          | Saitama, Japão              | Saitama Super Arena                            | Park Bo-gum                      |
| 2018                                | 14 de dezembro          | Hong Kong, China            | AsiaWorld-Arena                                | -                                |
| 2019                                | 4 de dezembro           | Nagoya, Japão               | Nagoya Dome                                    | Park Bo-gum                      |
| 2020                                | 6 de dezembro           | Paju, Coreia do Sul         | CJ E&M Contents World                          | Song Joong-ki                    |
| 2021                                | 11 de dezembro          | Paju, Coreia do Sul         | CJ E&M Contents World                          | Lee Hyori                        |
| MAMA Awards                         |                         |                             |                                                |                                  |
| 2022                                | 29 e 30 de novembro     | Osaka, Japão                | Kyocera Dome                                   | Jeon Somi e Park Bo-gum          |
| 2023                                | 28 e 29 de novembro     | Tóquio, Japão               | Tokyo Dome                                     | Jeon Somi e Park Bo-gum          |
| 2024                                | 21 de novembro          | Los Angeles, Estados Unidos | Dolby Theatre                                  | Park Bo-gum                      |
| 2024                                | 22 de novembro          | Osaka, Japão                | Kyocera Dome                                   | Karina, Sung Han-bin, Rei, Yoshi |
| 2024                                | 23 de novembro          | Osaka, Japão                | Kyocera Dome                                   | Kim Tae-ri                       |

## Categorias de prêmios
| - Artista do Ano (em coreano: 올해의 가수상) - Canção do Ano (em coreano: 올해의 노래상) - Álbum do Ano (em coreano: 올해의 앨범상) - Melhor Solo Masculino (em coreano: 남자 가수상) - Melhor Solo Feminino (em coreano: 여자 가수상) - Melhor Grupo Masculino (em coreano: 남자 그룹상) - Melhor Grupo Feminino (em coreano: 여자 그룹상) - Melhor Grupo Masculino Global - Melhor Grupo Feminino Global - Melhor Grupo Misto (não concedido em alguns anos) - Melhor Grupo Masculino Novo - Melhor Grupo Feminino Novo - Melhor Solo Novo - Melhor Performance de Dança - Solo (em coreano: 베스트 댄스 퍼포먼스 (솔로)) - Melhor Performance de Dança - Grupo Masculino (em coreano: 베스트 댄스 퍼포먼스 (남자 그룹)) - Melhor Performance de Dança - Grupo Feminino (em coreano: 베스트 댄스 퍼포먼스 (여자 그룹)) - Melhor Performance Vocal - Solo (em coreano: 베스트 보컬 퍼포먼스 (솔로)) - Melhor Performance Vocal - Grupo (em coreano: 베스트 보컬 퍼포먼스 (그룹)) - Melhor Colaboração (em coreano: 베스트 콜라보레이션) - Melhor Performance de Banda (em coreano: 베스트 밴드 퍼포먼스) - Melhor Performance de Rap (em coreano: 베스트 랩 퍼포먼스) - Prêmio Balada (não concedido em 2010) - Prêmio R&B (não concedido em 2010) - Prêmio House & eletrônica (não concedido em 2010) - Prêmio Trot (não concedido em 2010) - Prêmio de Melhor OST (não concedido em 2010) | - Melhor Vídeo Musical (em coreano: 뮤직비디오 작품상) - Prêmio Shilla Duty Free Asian Wave (em coreano: 신라면세점 Asian Wave상) - Melhor LINE - Melhor Anjo Guardião - Escolha do PD - Prêmio de Melhor Superstar (em coreano: 최우수 작품상) - Prêmio de Melhor Vídeo Musical Popular (em coreano: 최고 인기 뮤직 비디오 상) - Melhor Artista Internacional (em coreano: 베스트 인터내셔널 아티스트상) - Melhor Artista Asiático (em coreano: 베스트 아시아 아티스트상) - Melhor Grupo Masculino Asiático (em coreano: 베스트 아시아 남자 그룹상) - Melhor Artista Pop (em coreano: 베스트 팝 아티스트상) - Novo Artista da Ásia (em coreano: 아시아 뉴 아티스트상) - Melhor Single Digital (em coreano: 베스트 디지털 싱글) - Prêmio de Produtor (em coreano: 프로듀서상) - Prêmio de Diretor de Vídeo Musical (em coreano: 뮤직비디오 감독상) - Prêmio de Coreógrafo (em coreano: 안무상) - Prêmio de Estilo (em coreano: 스타일상) - Prêmio de Performance (em coreano: 공연상) - Descoberta do Ano (em coreano: 올해의 발견) - Prêmio Musical Adulto (em coreano: 성인 음악상) - Prêmio Pop - Prêmio Indie |

## Vencedores - Grandes Prêmios (Daesangs)

### Artista do Ano
| Edição | Ano  | Artista           |
| ------ | ---- | ----------------- |
| 6ª     | 2004 | Rain              |
| 7ª     | 2005 | TVXQ              |
| 8ª     | 2006 | TVXQ              |
| 9ª     | 2007 | Super Junior      |
| 10ª    | 2008 | BIGBANG           |
| 11ª    | 2009 | 2PM               |
| 12ª    | 2010 | 2NE1              |
| 13ª    | 2011 | Girls' Generation |
| 14ª    | 2012 | BIGBANG           |
| 15ª    | 2013 | G-Dragon          |
| 16ª    | 2014 | EXO               |
| 17ª    | 2015 | BIGBANG           |
| 18ª    | 2016 | BTS               |
| 19ª    | 2017 | BTS               |
| 20ª    | 2018 | BTS               |
| 21ª    | 2019 | BTS               |
| 22ª    | 2020 | BTS               |

### Álbum do Ano
| Edição | Ano  | Artista      | Álbum                    |
| ------ | ---- | ------------ | ------------------------ |
| 6ª     | 2004 | Rain         | It's Raining             |
| 8ª     | 2006 | SG Wannabe   | The 3rd Masterpiece      |
| 9ª     | 2007 | Epik High    | Remapping the Human Soul |
| 10ª    | 2008 | TVXQ         | Mirotic                  |
| 11ª    | 2009 | G-Dragon     | Heartbreaker             |
| 12ª    | 2010 | 2NE1         | To Anyone                |
| 13ª    | 2011 | Super Junior | Mr. Simple               |
| 14ª    | 2012 | Super Junior | Sexy, Free & Single      |
| 15ª    | 2013 | EXO          | XOXO                     |
| 16ª    | 2014 | EXO          | Overdose                 |
| 17ª    | 2015 | EXO          | EXODUS                   |
| 18ª    | 2016 | EXO          | EX'ACT                   |
| 19ª    | 2017 | EXO          | The War                  |
| 20ª    | 2018 | BTS          | Love Yourself: Tear      |
| 21ª    | 2019 | BTS          | Map Of The Soul: Persona |
| 22ª    | 2020 | BTS          | Map Of The Soul: 7       |

### Canção do Ano
| Edição | Ano  | Artista      | Canção               |
| ------ | ---- | ------------ | -------------------- |
| 6ª     | 2004 | Rain         | "It's Raining"       |
| 8ª     | 2006 | SG Wannabe   | "Partner for Life"   |
| 9ª     | 2007 | BIGBANG      | "Lies"               |
| 10ª    | 2008 | Wonder Girls | "Nobody"             |
| 11ª    | 2009 | 2NE1         | "I Don't Care"       |
| 12ª    | 2010 | miss A       | "Bad Girl Good Girl" |
| 13ª    | 2011 | 2NE1         | "I Am the Best"      |
| 14ª    | 2012 | PSY          | "Gangnam Style"      |
| 15ª    | 2013 | Cho Yong-pil | "Bounce"             |
| 16ª    | 2014 | Taeyang      | "Eyes, Nose, Lips"   |
| 17ª    | 2015 | BIGBANG      | "Bang Bang Bang"     |
| 18ª    | 2016 | TWICE        | "Cheer Up"           |
| 19ª    | 2017 | TWICE        | "Signal"             |
| 20ª    | 2018 | TWICE        | "What is Love?"      |
| 21ª    | 2019 | BTS          | "Boy With Luv"       |
| 22ª    | 2020 | BTS          | "Dynamite"           |

### Ícone Mundial do Ano
| Edição | Ano  | Artista |
| ------ | ---- | ------- |
| 20ª    | 2018 | BTS     |
| 21ª    | 2019 | BTS     |
| 22ª    | 2020 | BTS     |

## Prêmios solo/grupo

### Melhor Solo Masculino/Feminino
| Edição | Ano  | Artista Masculino | Canção                  | Artista Feminino | Canção                       |
| ------ | ---- | ----------------- | ----------------------- | ---------------- | ---------------------------- |
| 1ª     | 1999 | Lee Seung-Hwan    | "Glucose"               | Uhm Jung-hwan    | "Don't Know"                 |
| 2ª     | 2000 | Shin Seung Hun    | "전설 속의 누군가처럼"  | Park Ji-yoon     | "성인식"                     |
| 3ª     | 2001 | Sung Si Kyung     | "우린 제법 잘 어울려요" | Kim Hyun-Jung    | "떠난 너"                    |
| 4ª     | 2002 | Sung Si-kyung     | We Make A Good Pair     | Jang Na-ra       | "Sweet Dream"                |
| 5ª     | 2003 | Wheesung          | "With Me"               | Lee Soo Young    | "덩그러니"                   |
| 6ª     | 2004 | Seven             | "Passion"               | Lee Soo Young    | "휠릴리"                     |
| 7ª     | 2005 | Kim Jong Kook     | "Standstill"            | BoA              | "Girls on Top"               |
| 8ª     | 2006 | Rain              | "I'm Coming"            | Baek Ji-young    | "I Won't Love"               |
| 9ª     | 2007 | Lee Seung Gi      | "White Lie"             | Ivy              | "Sonata of Temptation"       |
| 10ª    | 2008 | Seo Taiji         | "Moai"                  | Lee Hyori        | "U-Go-Girl"                  |
| 11ª    | 2009 | Tiger JK          | "Monster"               | Baek Ji-young    | "Like Being Hit by a Bullet" |
| 12ª    | 2010 | Taeyang           | "I'll Be There"         | BoA              | "Hurricane Venus"            |
| 13ª    | 2011 | Kim Hyun Joong    | "Break Down"            | Baek Ji-young    | "Ordinary"                   |
| 14ª    | 2012 | G-Dragon          | "Crayon"                | IU               | "You and I"                  |
| 15ª    | 2013 | G-Dragon          | "Crooked"               | Lee Hyori        | "Bad Girls"                  |
| 16ª    | 2014 | Taeyang           | "Eyes, Nose, Lips"      | IU               | "Friday"                     |
| 17ª    | 2015 | J.Y. Park         | "Who's Your Mama?"      | Taeyeon          | "I"                          |
| 18ª    | 2016 | Zico              | "I Am You, You Are Me"  | Taeyeon          | "Why"                        |
| 19ª    | 2017 | Zico              | "Artist"                | IU               | "Palette"                    |
| 20ª    | 2018 | Roy Kim           | "Only Then"             | Sunmi            | "Siren"                      |
| 21ª    | 2019 | Baekhyun          | "UN Village"            | Chungha          | "Gotta Go"                   |
| 22ª    | 2020 | Baekhyun          | "Candy"                 | IU               | "Blueming"                   |

### Melhor Grupo Masculino/Feminino/Misto
| Edição | Ano  | Artista Masculino | Canção                 | Artista Feminino  | Canção              | Artista Misto | Canção          |
| ------ | ---- | ----------------- | ---------------------- | ----------------- | ------------------- | ------------- | --------------- |
| 1ª     | 1999 | H.O.T.            | "Iya"                  | —                 | —                   | —             | —               |
| 2ª     | 2000 | g.o.d.            | "Love and Memories"    | Fin.K.L           | "Now"               | S#arp         | "Great!"        |
| 3ª     | 2001 | Shinhwa           | "Wild Eyes"            | S.E.S.            | "꿈을 모아서"       | Koyote        | "Blue"          |
| 4ª     | 2002 | Shinhwa           | "Perfect Man"          | S.E.S.            | "U"                 | Jadu          | "대화가 필요해" |
| 5ª     | 2003 | Shinhwa           | "Your Wedding"         | Jewelry           | "니가 참 좋아"      | Koyote        | "Emergency"     |
| 6ª     | 2004 | Shinhwa           | "Angel"                | Sugar             | "Secret"            | Koyote        | "Disco King"    |
| 7ª     | 2005 | SG Wannabe        | "Crime And Punishment" | Jewelry           | "Superstar"         | Koyote        | "1, 2, 3, 4"    |
| 8ª     | 2006 | TVXQ              | ""O"-Jung.Ban.Hap."    | The Grace         | "The Club"          | —             | —               |
| 9ª     | 2007 | BIGBANG           | "Lies"                 | Seeya             | "Love Greeting"     | —             | —               |
| 10ª    | 2008 | BIGBANG           | "Haru Haru"            | Wonder Girls      | "Nobody"            | —             | —               |
| 11ª    | 2009 | 2PM               | "Again & Again"        | Brown Eyed Girls  | "Abracadabra"       | 8Eight        | —               |
| 12ª    | 2010 | 2PM               | "I'll Be Back"         | 2NE1              | "Can't Nobody"      | -             | —               |
| 13ª    | 2011 | Super Junior      | "Mr. Simple"           | Girls' Generation | "The Boys"          | -             | —               |
| 14ª    | 2012 | BIGBANG           | "Fantastic Baby"       | SISTAR            | "Alone"             | -             | —               |
| 15ª    | 2013 | INFINITE          | "Man In Love"          | Girls' Generation | "I Got A Boy"       | -             | —               |
| 16ª    | 2014 | EXO               | "Overdose"             | SISTAR            | "Touch My Body"     | -             | —               |
| 17ª    | 2015 | EXO               | "Call Me Baby"         | Girls' Generation | "Lion Heart"        | -             | —               |
| 18ª    | 2016 | EXO               | "Monster"              | TWICE             | "Cheer Up"          | -             | —               |
| 19ª    | 2017 | Wanna One         | "Energetic"            | Red Velvet        | "Red Flavor"        | -             | —               |
| 20ª    | 2018 | Wanna One         | "Boomerang"            | TWICE             | "What is Love?"     | -             | —               |
| 21ª    | 2019 | BTS               | "Boy With Luv"         | TWICE             | "Fancy"             | -             | –               |
| 22ª    | 2020 | BTS               | "Dynamite"             | BLACKPINK         | "How You Like That" | -             | —               |

### Qoo10 Favorite Artist
| Edição | Ano  | Artista Masculino | Artista Feminino |
| ------ | ---- | ----------------- | ---------------- |
| 21ª    | 2019 | BTS               | TWICE            |

### Revelação Solo Masculino/Feminino
| Edição | Ano  | Artista Masculino | Canção                | Artista Feminino | Canção                      |
| ------ | ---- | ----------------- | --------------------- | ---------------- | --------------------------- |
| 1ª     | 1999 | —                 | —                     | Lee Jung-hyun    | "Come"                      |
| 2ª     | 2000 | Choi Jin-yeong    | "Forever"             | BoA              | "ID; Peace B"               |
| 3ª     | 2001 | Sung Si Kyung     | "Like The First Time" | Wax              | "Oppa"                      |
| 4ª     | 2002 | Rain              | "Bad Guy"             | Youme            | "사랑은 언제나 목마르다"    |
| 5ª     | 2003 | Seven             | "Please.."            | Maya             | "Azalea"                    |
| 6ª     | 2004 | Lee Seung-gi      | "You Are My Woman"    | Chunja           | "가슴이 예뻐야 여자다"      |
| 7ª     | 2005 | —                 | -                     | Lim Jeong Hee    | "Music is My Life"          |
| 8ª     | 2006 | —                 | —                     | Zhang Liyin      | "Timeless" (ft. Xiah JunSu) |
| 9ª     | 2007 | —                 | —                     | Younha           | "Password 486"              |

### Revelação Grupo Masculino/Feminino
| Edição | Ano  | Artista Masculino | Canção                  | Artista Feminino | Canção               |
| ------ | ---- | ----------------- | ----------------------- | ---------------- | -------------------- |
| 1ª     | 1999 | Team              | "Star"                  | -                | -                    |
| 2ª     | 2000 | -                 | -                       | Chakra           | "One"                |
| 3ª     | 2001 | Brown Eyes        | "벌써 일년"             | —                | —                    |
| 4ª     | 2002 | Black Beat        | "In The Sky"            | —                | —                    |
| 5ª     | 2003 | —                 | —                       | Big Mama         | "Break Away"         |
| 6ª     | 2004 | TVXQ              | "Hug"                   | —                | —                    |
| 7ª     | 2005 | SS501             | "Warning"               | —                | —                    |
| 8ª     | 2006 | Super Junior      | "U"                     | —                | —                    |
| 9ª     | 2007 | F.T. Island       | "Love Sick"             | Wonder Girls     | "Irony"              |
| 10ª    | 2008 | SHINee            | "누난 너무 예뻐"        | Davichi          | "미워도 다시한번"    |
| 11ª    | 2009 | Supreme Team      | "Supermagic"            | 2NE1             | "I Don't Care"       |
| 12ª    | 2010 | CNBLUE            | "I'm A Loner"           | miss A           | "Bad Girl Good Girl" |
| 13ª    | 2011 | —                 | —                       | Apink            | "I Don't Know"       |
| 14ª    | 2012 | Busker Busker     | "Cherry Blossom Ending" | —                | —                    |
| 15ª    | 2013 | Roy Kim           | "Love Love Love"        | Crayon Pop       | "Bar Bar Bar"        |
| 16ª    | 2014 | WINNER            | "Empty"                 | —                | —                    |
| 17ª    | 2015 | iKON              | "Rhythm Ta"             | TWICE            | "Like Ooh-Ahh"       |
| 18ª    | 2016 | NCT 127           | "Fire Truck"            | I.O.I            | "Dream Girls"        |
| 19ª    | 2017 | Wanna One         | "Energetic"             | Pristin          | "Wee Woo"            |
| 20ª    | 2018 | Stray Kids        | "District 9"            | IZ*ONE           | "La Vie en Rose"     |
| 21ª    | 2019 | TXT               | "Crown"                 | ITZY             | "Dalla Dalla"        |
| 22ª    | 2020 | TREASURE          | "Boy"                   | Weeekly          | "Tag Me (@Me)"       |
| 23ª    | 2021 | Enhypen           | "Given-Taken"           | aespa            | "Black Mamba"        |

## Prêmios de gêneros musicais

### Dança
| Edição | Ano  | Artista Solo  | Canção               | Grupo Masculino | Canção                | Grupo Feminino | Canção               |
| ------ | ---- | ------------- | -------------------- | --------------- | --------------------- | -------------- | -------------------- |
| 1ª     | 1999 | Lee Jung-hyun | "Come"               | —               | —                     | —              | —                    |
| 2ª     | 2000 | —             | —                    | Clon            | "초련"                | —              | —                    |
| 3ª     | 2001 | Yoo Seungjun  | "Wow"                | —               | —                     | —              | —                    |
| 4ª     | 2002 | BoA           | "No. 1"              | —               | —                     | —              | —                    |
| 5ª     | 2003 | BoA           | "Atlantis Princess"  | —               | —                     | —              | —                    |
| 6ª     | 2004 | —             | —                    | Shinhwa         | "Brand New"           | —              | —                    |
| 7ª     | 2005 | M             | "BUMP"               | —               | —                     | —              | —                    |
| 8ª     | 2006 | —             | —                    | SS501           | "Snow Prince"         | —              | —                    |
| 9ª     | 2007 | —             | —                    | —               | —                     | The Grace      | "One More Time, OK?" |
| 10ª    | 2008 | Lee Hyori     | "U-Go-Girl"          | —               | —                     | —              | —                    |
| 11ª    | 2009 | —             | —                    | —               | —                     | KARA           | "Honey"              |
| 12ª    | 2010 | Rain          | "Love Song"          | 2PM             | "I'll Be Back"        | Miss A         | "Bad Girl Good Girl" |
| 13ª    | 2011 | Hyuna         | "Bubble Pop!"        | BEAST           | "Fiction"             | Miss A         | "Good-bye Baby"      |
| 14ª    | 2012 | PSY           | "Gangnam Style"      | SHINee          | "Sherlock"            | f(x)           | "Eletric Shock"      |
| 15ª    | 2013 | CL            | "The Baddest Female" | SHINee          | "Dream Girl"          | Sistar         | "Give It To Me"      |
| 16ª    | 2014 | Sunmi         | "Full Moon"          | INFINITE        | "Last Romeo"          | Girl's Day     | "Something"          |
| 17ª    | 2015 | Hyuna         | "Roll Deep"          | SHINee          | "View"                | Red Velvet     | "Ice Cream Cake"     |
| 18ª    | 2016 | Taemin        | "Press Your Number"  | BTS             | "Blood Sweat & Tears" | GFriend        | "Rough"              |
| 19ª    | 2017 | Taemin        | "Move"               | Seventeen       | "Don't Wanna Cry"     | TWICE          | "Signal"             |
| 20ª    | 2018 | ChungHa       | "Roller Coaster"     | Seventeen       | "Oh My!"              | TWICE          | "What is Love?"      |
| 21ª    | 2019 | ChungHa       | "Gotta Go"           | BTS             | "Boy With Luv"        | TWICE          | "Fancy"              |
| 22ª    | 2020 | Hwasa         | "Maria"              | BTS             | "Dynamite"            | BLACKPINK      | "How You Like That"  |

### Vocal
| Edição | Ano  | Solo           | Canção                      | Grupo       | Canção                           |
| ------ | ---- | -------------- | --------------------------- | ----------- | -------------------------------- |
| 12ª    | 2010 | Gummy          | "Because You're a Man"      | 2AM         | "Can't Let You Go Even If I Die" |
| 13ª    | 2011 | IU             | "Good Day"                  | 2NE1        | "Lonely"                         |
| 14ª    | 2012 | K.Will         | "I Need You"                | Davichi     | "Will Think of You"              |
| 15ª    | 2013 | Lee Seung-gi   | "Return"                    | Ailee       | "U&I"                            |
| 16ª    | 2014 | Taeyang        | "Eyes, Nose, Lips"          | Ailee       | "Singing Got Better"             |
| 17ª    | 2015 | Zion.T         | "Eat"                       | Ailee       | "Mind Your Own Business"         |
| 18ª    | 2016 | Crush          | "Don't Forget" (ft Taeyeon) | Ailee       | "If You"                         |
| 19ª    | 2017 | Yoon Jong Shin | "Like It"                   | Heize       | "You, Clouds, Rain"              |
| 20ª    | 2018 | Heize          | "Didn't Know Me"            | IKON        | "Love Scenario"                  |
| 21ª    | 2019 | Taeyeon        | "Four Seasons"              | Bolbbalgan4 | "Bom"                            |
| 22ª    | 2020 | IU             | "Blueming"                  | Mamamoo     | "HIP"                            |

### Banda
Este prêmio foi introduzido na 12ª cerimônia anual de premiação. O título deste prêmio é "Melhor Performance de Banda".
| Edição | Ano  | Artista       | Canção                    |
| ------ | ---- | ------------- | ------------------------- |
| 12ª    | 2010 | Hot Potato    | "Confession"              |
| 13ª    | 2011 | CNBLUE        | "Intuition"               |
| 14ª    | 2012 | Busker Busker | "Cherry Blossom Ending"   |
| 15ª    | 2013 | Busker Busker | "Love, At First"          |
| 16ª    | 2014 | CNBLUE        | "Can't Stop"              |
| 17ª    | 2015 | CNBLUE        | "Cinderella"              |
| 18ª    | 2016 | CNBLUE        | "You're So Fine"          |
| 19ª    | 2017 | Hyukoh        | "TOMBOY"                  |
| 20ª    | 2018 | Hyukoh        | "Love Ya!"                |
| 21ª    | 2019 | JANNABI       | "for lovers who hesitate" |
| 22ª    | 2020 | DAY6          | "Zombie"                  |

### Colaboração
Este prêmio foi introduzido na 12ª cerimônia anual de premiação. O título deste prêmio é "Melhor Colaboração".
| Edição | Ano  | Artista             | Canção            |
| ------ | ---- | ------------------- | ----------------- |
| 12ª    | 2010 | Ga In & Jo Kwon     | "We Fell In Love" |
| 13ª    | 2011 | -                   | -                 |
| 14ª    | 2012 | Hyuna & Hyunseung   | "Troublemaker"    |
| 15ª    | 2013 | -                   | -                 |
| 16ª    | 2014 | Soyou & Jung GiGo   | "Some"            |
| 17ª    | 2015 | Zion.T & Crush      | "Just"            |
| 18ª    | 2016 | Baekhyun & Suzy     | "Dream"           |
| 19ª    | 2017 | Chen & Dynamic Duo  | "Nosedive"        |
| 21ª    | 2019 | Lee Sora feat. Suga | "Song Request"    |
| 22ª    | 2020 | IU & SUGA           | "Eight"           |

### Single Digital
| Edição | Ano  | Artista       | Canção                       |
| ------ | ---- | ------------- | ---------------------------- |
| 7ª     | 2005 | MC Mong       | "Invincible"                 |
| 8ª     | 2006 | SG Wannabe    | -                            |
| 10ª    | 2008 | BIGBANG       | "Haru Haru"                  |
| 11ª    | 2009 | Baek Ji-young | "Like Being Hit By A Bullet" |
| 12ª    | 2010 | Park Bom      | "You And I"                  |

### Rap/Hip hop
| Edição | Ano  | Artista       | Canção                                                 |
| ------ | ---- | ------------- | ------------------------------------------------------ |
| 1ª     | 1999 | Honey Family  | "남자이야기"                                           |
| 2ª     | 2000 | DJ DOC        | "D.O.C Blues"                                          |
| 3ª     | 2001 | Drunken Tiger | "Good Life"                                            |
| 4ª     | 2002 | Leessang      | "Rush" (ft. Jeong-in)                                  |
| 5ª     | 2003 | Kim Jin Pyo   | "Evil"                                                 |
| 6ª     | 2004 | Cho PD        | "Friend" (ft. In Sooni)                                |
| 7ª     | 2005 | Epik High     | "Fly"                                                  |
| 8ª     | 2006 | MC Mong       | "Ice Cream"                                            |
| 9ª     | 2007 | Epik High     | "Fan"                                                  |
| 10ª    | 2008 | Epik High     | "One" (ft. Ji Sun)                                     |
| 11ª    | 2009 | Leessang      | "헤어지지 못하는 여자, 떠나가지 못하는 남자"           |
| 12ª    | 2010 | DJ DOC        | "I'm This Kind of Person"                              |
| 13ª    | 2011 | Leessang      | "Turned Off the TV" (ft. Yoon Mi-rae, Kwon Jung Yeol)" |
| 14ª    | 2012 | Epik High     | "UP (ft. Park Bom)                                     |
| 15ª    | 2013 | Dynamic Duo   | "BAAAM" (ft. Muzie do UV)                              |
| 16ª    | 2014 | Epik High     | "Happen Ending"                                        |
| 17ª    | 2015 | San E         | "Me You"                                               |
| 18ª    | 2016 | BewhY, Cjamm  | "Puzzle"                                               |
| 19ª    | 2017 | Heize         | "Don't Know Me"                                        |
| 20ª    | 2018 | Zico          | "Soulmate" (ft. IU)                                    |
| 21ª    | 2019 | Heize         | "She's Fine"                                           |
| 22ª    | 2020 | ZICO          | "Any Song"                                             |

### Rock
| Edição | Ano  | Artista           | Canção             |
| ------ | ---- | ----------------- | ------------------ |
| 1ª     | 1999 | Jaurim            | "낙화"             |
| 2ª     | 2000 | Seo Taiji         | "Ultramania"       |
| 3ª     | 2001 | Jaurim            | "파애"             |
| 4ª     | 2002 | Yoon Do Hyun Band | "Love Two"         |
| 5ª     | 2003 | Cherry Filter     | "Flying Duck"      |
| 6ª     | 2004 | Seo Taiji         | "Live Wire"        |
| 7ª     | 2005 | Buzz              | "Coward"           |
| 8ª     | 2006 | Buzz              | "I Don't Know Men" |
| 9ª     | 2007 | Cherry Filter     | "Feel It"          |
| 10ª    | 2008 | Nell              | "기억을 걷는 시간" |
| 11ª    | 2009 | Boohwal           | "생각이 나"        |

### Balada
| Edição | Ano  | Artista        | Canção               |
| ------ | ---- | -------------- | -------------------- |
| 1ª     | 1999 | Jo Sungmo      | "For Your Soul"      |
| 2ª     | 2000 | Jo Sungmo      | "Did You Know"       |
| 3ª     | 2001 | Kim Gun-mo     | "I'm Sorry"          |
| 4ª     | 2002 | Lee Soo Young  | "Lalala"             |
| 5ª     | 2003 | Jo Sungmo      | "Piano"              |
| 6ª     | 2004 | Shin Seung Hun | "그런 날이 오겠죠"   |
| 7ª     | 2005 | Shin Hye Sung  | "같은 생각"          |
| 8ª     | 2006 | Lee Seung Gi   | "Hard To Say"        |
| 9ª     | 2007 | Yangpa         | "Love... What Is It" |
| 10ª    | 2008 | Brown Eyes     | "Don't Go Don't Go"  |
| 11ª    | 2009 | Kim Tae Woo    | "Love Rain"          |

### R&B
| Edição                                                                                    | Ano  | Artista        | Canção             |
| ----------------------------------------------------------------------------------------- | ---- | -------------- | ------------------ |
| 2ª                                                                                        | 2000 | Jinju          | "Gone"             |
| 3ª                                                                                        | 2001 | Park Jin-young | "난 여자가 있는데" |
| 4ª                                                                                        | 2002 | Lee Jung-hyun  | "A Dream"          |
| 5ª                                                                                        | 2003 | Fly to the Sky | "Missing You"      |
| 6ª                                                                                        | 2004 | Wheesung       | "불치병"           |
| 7ª                                                                                        | 2005 | Wheesung       | "Goodbye Luv"      |
| 8ª                                                                                        | 2006 | Fly to the Sky | "남자답게"         |
| 9ª                                                                                        | 2007 | SG Wannabe     | —                  |
| Prêmio foi fundido com Balada e tornou-se "Prêmio de Melhor Balada/R&B", ver seção Balada |      |                |                    |

### Pop
| Edição | Ano  | Artista      | Canção                |
| ------ | ---- | ------------ | --------------------- |
| 1ª     | 1999 | Ricky Martin | "Livin' la Vida Loca" |

## = Indie
| Edição | Ano  | Artista      | Canção                       |
| ------ | ---- | ------------ | ---------------------------- |
| 1ª     | 1999 | No Brain     | "청춘 98"                    |
| 2ª     | 2000 | Crying Nut   | "The Wandering Magic Circus" |
| 3ª     | 2001 | Crying Nut   | "밤이 깊었네"                |
| 4ª     | 2002 | Trans Fixion | "Come Back To Me"            |

### House & eletrônica
| Edição | Ano  | Artista          | Canção          |
| ------ | ---- | ---------------- | --------------- |
| 9ª     | 2007 | Clazziquai       | "Lover Boy"     |
| 10ª    | 2008 | Jewelry          | "One More Time" |
| 11ª    | 2009 | Brown Eyed Girls | "Abracadabra"   |

#### Trot
| Edição | Ano  | Artista        | Canção           |
| ------ | ---- | -------------- | ---------------- |
| 11ª    | 2009 | Hong Jin Young | "Love's Battery" |

### Melhor OST
| Edição | Ano  | Artista                    | Canção                                 | Drama                              |
| ------ | ---- | -------------------------- | -------------------------------------- | ---------------------------------- |
| 6ª     | 2004 | Jo Sungmo                  | "By Your Side"                         | Lovers in Paris                    |
| 7ª     | 2005 | Clazziquai                 | "She Is"                               | My Lovely Sam Soon                 |
| 8ª     | 2006 | SeeYa                      | "Crazy Love Song"                      | 투명인간 최장수                    |
| 9ª     | 2007 | -                          | -                                      | -                                  |
| 10ª    | 2008 | SG Wannabe & Kim Jong Wook | "Fate Reverse"                         | East of Eden                       |
| 11ª    | 2009 | SS501                      | "Because I'm Stupid"                   | Boys Over Flower                   |
| 12ª    | 2010 | -                          | -                                      | -                                  |
| 13ª    | 2011 | Baek Ji-young              | "That Woman"                           | Secret Garden                      |
| 14ª    | 2012 | Seo In-guk & Eunji         | "All For You"                          | Reply 1997                         |
| 15ª    | 2013 | Yoon Mi-rae                | "Touch Love"                           | Master's Sun                       |
| 16ª    | 2014 | Lyn                        | "My Destiny"                           | My Love from the Star              |
| 17ª    | 2015 | -                          | -                                      | -                                  |
| 18ª    | 2016 | Lee Juck                   | "Don't Worry"                          | Reply 1988                         |
| 19ª    | 2017 | Ailee                      | "I Will Go to You Like the First Snow" | Guardian: The Lonely and Great God |
| 20ª    | 2018 | Seventeen                  | "A-TEEN"                               | A-TEEN                             |
| 21ª    | 2019 | IU                         | "Gummy"                                | Hotel Del Luna                     |
| 22ª    | 2020 | Gaho                       | "Start Over"                           | Itaewon Class                      |

## Prêmios de vídeos musicais

### Prêmio de Artista de Vídeo Musical
| Edição | Ano  | Ator           | Canção                                      | Atriz      | Canção                             |
| ------ | ---- | -------------- | ------------------------------------------- | ---------- | ---------------------------------- |
| 7ª     | 2005 | Ryu Seung-beom | "I'm Not Laughing" M/V por Leessang         | —          | —                                  |
| 8ª     | 2006 | Lee Jun Ki     | "Grace" M/V por Lee Soo Young               | Kim Ji-soo | "That Man That Woman" M/V por Vibe |
| 9ª     | 2005 | Jung Il Woo    | "오죽했으면" M/V por Goodbye Sadness 구정현 | —          | —                                  |
| 9ª     | 2005 | Baek Sung Hyun | "오죽했으면" M/V por Goodbye Sadness 구정현 | —          | —                                  |

### Prêmio de Melhor Vídeo Musical
style="background:#F0F8FF

| Edição | Ano  | Artista      | Canção         |
| ------ | ---- | ------------ | -------------- |
| 8ª     | 2006 | PSY          | "Entertainer"  |
| 9ª     | 2007 | Dynamic Duo  | "출첵"         |
| 10ª    | 2008 | Wonder Girls | "Nobody"       |
| 11ª    | 2009 | 2NE1         | "Fire"         |
| 12ª    | 2010 | 2NE1         | "Can't Nobody" |
| 17ª    | 2015 | BIGBANG      | "Bae Bae"      |
| 18ª    | 2016 | Black Pink   | "Whistle"      |
| 19ª    | 2017 | BTS          | "Spring Day"   |
| 20ª    | 2018 | BTS          | "IDOL"         |
| 21ª    | 2019 | BTS          | "Boy With Luv" |
| 22ª    | 2020 | BTS          | "Dynamite"     |

### Prêmio de Diretor de Vídeo Musical
| Edição | Ano  | Artista        | Canção                                      |
| ------ | ---- | -------------- | ------------------------------------------- |
| 10ª    | 2008 | Jang Jae Hyuk  | "Nobody", "10 Out of 10", etc.              |
| 11ª    | 2009 | Hong Won Gi    | "Juliet" por Seo Taiji                      |
| 12ª    | 2010 | Seo Hyun Seung | "Can't Nobody" & "Clap Your Hands" por 2NE1 |

## Prêmios de popularidade

### Prêmio de Popularidade Móvel
| Edição | Ano  | Artista      | Canção                 |
| ------ | ---- | ------------ | ---------------------- |
| 4ª     | 2002 | Jang Na Ra   | "Sweet Dream"          |
| 5ª     | 2003 | Rain         | "How to Avoid the Sun" |
| 6ª     | 2004 | Gummy        | "기억상실"             |
| 7ª     | 2005 | TVXQ         | "Rising Sun"           |
| 8ª     | 2006 | TVXQ         | ""O"-Jung.Ban.Hap."    |
| 9ª     | 2007 | Super Junior | "Don't Don"            |
| 10ª    | 2008 | TVXQ         | "Mirotic"              |
| 11ª    | 2009 | Super Junior | "Sorry, Sorry"         |

### Prêmio de Popularidade Netizen
| Edição | Ano  | Artista      | Canção               |
| ------ | ---- | ------------ | -------------------- |
| 4ª     | 2002 | Moon Hee Jun | "아낌없이 주는 나무" |
| 5ª     | 2003 | Shinhwa      | "Your Wedding"       |
| 7ª     | 2005 | Moon Hee Jun | "기억이란 작은 마을" |
| 8ª     | 2006 | Shinhwa      | —                    |
| 9ª     | 2007 | Super Junior | "Don't Don"          |
| 10ª    | 2008 | TVXQ         | "Mirotic"            |

## Prêmios internacionais

### Prêmio de Espectadores no Exterior
Em 2007, Lee Min Woo e Shin Hye Sung, ambos membros do Shinhwa deixaram o evento do MKMF antes da transmissão.
| Edição | Ano  | Artista      | Canção        |
| ------ | ---- | ------------ | ------------- |
| 6ª     | 2004 | Shinhwa      | "Brand New"   |
| 7ª     | 2005 | Kangta       | "Mask"        |
| 8ª     | 2006 | Shinhwa      | —             |
| 9ª     | 2007 | Shinhwa      | —             |
| 10ª    | 2008 | TVXQ         | "Mirotic"     |
| 11ª    | 2009 | Super Junior | "Sorry, Sorry |

### Prêmio de Novo Artista da Ásia
| Edição | Ano  | Artista                                                         |
| ------ | ---- | --------------------------------------------------------------- |
| 10ª    | 2008 | Khalil Fong                                                     |
| 12ª    | 2010 | i Me                                                            |
| 13ª    | 2011 | Aziatix                                                         |
| 14ª    | 2012 | EXO                                                             |
| 19ª    | 2017 | NCT 127                                                         |
| 20ª    | 2018 | The Toys; Orange; Dean Ting; Marion Jola; Hiragana Keyakizaka46 |

### Prêmio de Artista Internacional
| Edição | Ano  | Artista             | Música                   |
| ------ | ---- | ------------------- | ------------------------ |
| 1ª     | 1999 | Ricky Martin        | "Livin' La Vida Loca"    |
| 2ª     | 2000 | Britney Spears      | "Oops... I Did It Again" |
| 3ª     | 2001 | Shakira             | "Whenever, Wherever"     |
| 4ª     | 2002 | Eminem              | "Without Me"             |
| 5ª     | 2003 | Linkin Park         | "Somewhere I Belong"     |
| 6ª     | 2004 | Usher               | "Yeah!"                  |
| 7ª     | 2005 | The Black Eyed Peas | "Don't Lie"              |
| 8ª     | 2006 | Pussycat Dolls      | "Buttons"                |
| 9ª     | 2007 | -                   | -                        |
| 10ª    | 2008 | -                   | -                        |
| 11ª    | 2009 | Pussycat Dolls      | -                        |
| 12ª    | 2010 | Far East Movement   | -                        |
| 13ª    | 2011 | -                   | -                        |
| 14ª    | 2012 | PSY                 | "Gangnam Style"          |
| 15ª    | 2013 | Ylvis               | "What Does the Fox Say?" |
| 16ª    | 2014 | John Legend         | "All of Me"              |

## Prêmios de produtor musical

### Prêmio de Liricista
| Edição | Ano  | Liricista      | Canção                   |
| ------ | ---- | -------------- | ------------------------ |
| 10ª    | 2008 | Kim Dong-ryool | "Let's Start Again"      |
| 11ª    | 2009 | Park Seon Ju   | "Love Him" por Bobby Kim |

### Prêmio de Compositor
| Edição | Ano  | Compositor         | Canção                           |
| ------ | ---- | ------------------ | -------------------------------- |
| 10ª    | 2008 | Kim Dong Wan       | "기억을 걷는 시간"               |
| 11ª    | 2009 | Teddy Park         | "Fire" & "I Don't Care" por 2NE1 |
| 20ª    | 2018 | Deanfluenza (DEAN) | "instagram"                      |
| 21ª    | 2019 | Pdogg              | "Boy With Luv" por BTS           |

### Prêmio de Arranjo
| Edição | Ano  | Arranjador        | Canção              |
| ------ | ---- | ----------------- | ------------------- |
| 10ª    | 2008 | Tablo (Epik High) | "One"               |
| 11ª    | 2009 | Shinsadong Tiger  | "Muzik" por 4minute |

### Prêmio de Diretor
| Edição | Ano  | Artista    | Canção               |
| ------ | ---- | ---------- | -------------------- |
| 2ª     | 2000 | Tae Jin Ah | "사랑은 아무나 하나" |

## Prêmio Especial
| Edição | Ano  | Artista        | Canção               |
| ------ | ---- | -------------- | -------------------- |
| 2ª     | 2000 | Tae Jin Ah     | "사랑은 아무나 하나" |
| 7ª     | 2005 | Seo Seung Hyun | —                    |

## Prêmio Especial do Júri
| Edição | Ano  | Artista        | Álbum                        |
| ------ | ---- | -------------- | ---------------------------- |
| 3ª     | 2001 | No Brain       | 해변으로 가요                |
| 4ª     | 2002 | Shin Seung Hun | 사랑해도 헤어질 수 있다면... |
| 6ª     | 2004 | Kim Yoon Ah    | 야상곡                       |
| 7ª     | 2005 | Cho PD         | 나의 옛날 이야기             |

## Outros prêmios
| Edição | Ano  | Título do Prêmio                                         | Artista                                               | Álbum/Canção                    |
| ------ | ---- | -------------------------------------------------------- | ----------------------------------------------------- | ------------------------------- |
| 1ª     | 1999 | Prêmio de Diretor                                        | H.O.T.                                                | "Iya!"                          |
| 2ª     | 2000 | Prêmio M.net Japan Viewer's Choice                       | Click-B                                               | "환영문"                        |
| 3ª     | 2001 | Prêmio Asian Viewer's Request                            | NRG                                                   | "비"                            |
| 4ª     | 2002 | 뮤직비디오 파이오니아상                                  | Lee Seung-Hwan                                        | "Inmost"                        |
| 6ª     | 2004 | Prêmio Azul                                              | Moon Hee-joon                                         | "Paper Planes"                  |
| 6ª     | 2004 | Prêmio Especial de Seleção da Mnet KM PD                 | Deuce                                                 | —                               |
| 6ª     | 2004 | Prêmio de Melhor Artista de Pop da Ásia                  | F4                                                    | —                               |
| 6ª     | 2004 | Prêmio de Melhor Artista de Rock da Ásia                 | Gackt                                                 | —                               |
| 6ª     | 2004 | Prêmio de Melhor Artista de Hip Hop da Ásia              | M-Flo                                                 | —                               |
| 7ª     | 2005 | Prêmio Especial de Seleção da Mnet KM PD                 | S.E.S.                                                | —                               |
| 7ª     | 2005 | Prêmio de Filmagem                                       | Park Sung Il                                          | "청춘예찬" por Jaurim           |
| 7ª     | 2005 | Prêmio de Edição                                         | Song Geol                                             | "사랑했나봐" por Yoon Do Hyun   |
| 7ª     | 2005 | Prêmio de Efeitos Especiais                              | X NINE                                                | "내 사랑 송이" por Clon         |
| 7ª     | 2005 | 기획상                                                   | Samsung Anycall                                       | Anymotion                       |
| 7ª     | 2005 | Prêmio de Melhor Artista de Vídeo                        | PSY                                                   | "환희"                          |
| 8ª     | 2006 | Prêmio Mnet.com                                          | TVXQ                                                  | ""O"-Jung.Ban.Hap."             |
| 8ª     | 2006 | Prêmio de Melhor Artista de Rock da Ásia                 | W-inds                                                | —                               |
| 9ª     | 2007 | Prêmio Mnet.com                                          | F.T. Island                                           | "Love Sick"                     |
| 9ª     | 2007 | Prêmio Tributo MKMF                                      | In Sooni                                              | —                               |
| 10ª    | 2008 | Prêmio Especial do Aniversário de 10 Anos da Mnet KM PD  | Shin Seung Hun                                        | —                               |
| 10ª    | 2008 | Prêmio de Recordação do Aniversário de 10 Anos           | H.O.T.                                                | —                               |
| 10ª    | 2008 | Prêmio de Estilo Leilão                                  | TVXQ                                                  | "Mirotic"                       |
| 10ª    | 2008 | Prêmio do Portal de Música Mnet                          | BIGBANG                                               | "Haru Haru"                     |
| 10ª    | 2008 | Prêmio de Descoberta do Ano                              | Galaxy Express                                        | —                               |
| 11ª    | 2009 | Prêmio Hall of Fame                                      | Shim Soo Bong                                         | —                               |
| 11ª    | 2009 | Prêmio de Melhor Estrela da Ásia                         | TVXQ                                                  | —                               |
| 11ª    | 2009 | Prêmio de Melhor Estrela Mundial                         | Pussycat Dolls                                        | —                               |
| 11ª    | 2009 | Prêmio de Melhor Performance Mundial                     | Lady Gaga                                             | —                               |
| 11ª    | 2009 | Prêmio Recomendado da Ásia (Japão)                       | AKB48                                                 | —                               |
| 11ª    | 2009 | Prêmio Recomendado da Ásia (China)                       | Lollipop F                                            | —                               |
| 11ª    | 2009 | Prêmio de Popularidade CGV                               | Super Junior                                          | "Sorry, Sorry"                  |
| 11ª    | 2009 | Prêmio do Portal de Música Mnet                          | 2NE1                                                  | —                               |
| 11ª    | 2009 | Prêmio de Melhor Compositor Asiático                     | Park Jin Young                                        | —                               |
| 12ª    | 2010 | Prêmio The Shilla Duty Free Asian Wave                   | 2PM                                                   | —                               |
| 12ª    | 2010 | Prêmio de Melhor Artista Asiático                        | Zhang Jie                                             | —                               |
| 12ª    | 2010 | Prêmio de Melhor Grupo Masculino Asiático                | Chemistry                                             | —                               |
| 12ª    | 2010 | Prêmio de Melhor Pop da Ásia                             | Perfume                                               | —                               |
| 12ª    | 2010 | Prêmio de Produtor                                       | PSY                                                   | "Cinderella" por "Seo In Young" |
| 12ª    | 2010 | Prêmio de Coreógrafo                                     | Kim Hwa Young (coreógrafo chefe da JYP Entertainment) | —                               |
| 12ª    | 2010 | Prêmio de Estilo                                         | Yang Seung Ho (estilista de 2NE1)                     | —                               |
| 12ª    | 2010 | Prêmio de Apresentação                                   | Jisan Valley Rock Festival 2010                       | —                               |
| 12ª    | 2010 | Prêmio de Descoberta do Ano                              | 10cm                                                  | —                               |
| 12ª    | 2010 | Prêmio Musical Adulto                                    | Tae Jin Ah                                            | —                               |
| 14ª    | 2012 | Melhor LINE                                              | Super Junior                                          | —                               |
| 19ª    | 2017 | Prêmio Best of Next                                      | Wanna One, Kim Chung-ha                               | —                               |
| 19ª    | 2017 | Artista Mundial Favorito                                 | Seventeen (grupo musical)                             | —                               |
| 19ª    | 2017 | Melhor Estilo Asiático no Japão                          | EXO-CBX                                               | —                               |
| 19ª    | 2017 | Melhor estilo asiático em Hong Kong                      | BTS                                                   | —                               |
| 19ª    | 2017 | World Performer                                          | GOT7                                                  | —                               |
| 19ª    | 2017 | Best Concert Performer                                   | Monsta X                                              | —                               |
| 19ª    | 2017 | Descoberta do Ano                                        | NU'EST W                                              | —                               |
| 19ª    | 2017 | Mwave Global Fans' Choice                                | EXO                                                   | —                               |
| 19ª    | 2017 | Estilo Na Música                                         | Sunmi                                                 | —                               |
| 19ª    | 2017 | Qoo10 2017 KPOP Star favorito                            | GOT7                                                  | —                               |
| 19ª    | 2017 | Favorite Vietnamese Artist Presented By Clear & Close up | Son Tung M-TP                                         | —                               |
| 19ª    | 2017 | Inspired Achievement                                     | Yasushi Akimoto                                       | —                               |
| 19ª    | 2017 | Melhor Produtor do Ano                                   | Pdogg                                                 | —                               |
| 19ª    | 2017 | Melhor Diretor Visual e de Arte                          | Yang                                                  | —                               |
| 19ª    | 2017 | Melhor coreógrafo                                        | Youngjun Choi                                         | —                               |
| 19ª    | 2017 | Melhor Diretor de Vídeo Musical                          | Atsushi Makino                                        | —                               |
| 19ª    | 2017 | Melhor Engenheiro                                        | Dat Nguyen Minh                                       | —                               |
| 19ª    | 2017 | Melhor Executivo                                         | George Trivino                                        | —                               |
| 20ª    | 2018 | Prêmio Best of Next                                      | (G)I-DLE                                              | —                               |
| 20ª    | 2018 | Prêmio de Melhor Tendência DDP                           | Wanna One                                             | —                               |
| 20ª    | 2018 | Melhor Engenheiro                                        | LalellmaNino & Java Finger                            | —                               |
| 20ª    | 2018 | Melhor Produtor do Ano                                   | Pdogg (BTS)                                           | —                               |
| 20ª    | 2018 | Melhor coreógrafo                                        | Son SungDeuk (BTS)                                    | —                               |
| 20ª    | 2018 | Melhor Diretor de Arte do Ano                            | MU:E (BTS)                                            | —                               |
| 20ª    | 2018 | Melhor Diretor de Vídeo Musical                          | Lo Ging-zim (aMEi)                                    | —                               |
| 20ª    | 2018 | Melhor Produtor Executivo do Ano                         | Bang Si-hyuk (BTS)                                    | —                               |
| 20ª    | 2018 | Favorite Music Video                                     | BTS                                                   | "IDOL"                          |
| 20ª    | 2018 | Melhor estilo asiático em Hong Kong                      | BTS                                                   | —                               |
| 20ª    | 2018 | Mwave Global Choice                                      | BTS                                                   | —                               |
| 20ª    | 2018 | Favorite Dance Artist Male                               | BTS                                                   | "Fake Love"                     |
| 20ª    | 2018 | Promoção de Seul                                         | BTS                                                   | —                               |
| 20ª    | 2018 | Worldwide Fan's Choice                                   | BTS                                                   | —                               |
| 20ª    | 2018 | Descoberta do Ano                                        | MOMOLAND                                              | Bboom Bboom                     |

## Prêmios Descontinuados

### Melhor Grupo Global - Masculino/Feminino
| Bout | Ano  | Grupo Masculino | Música                | Grupo Feminino | Música    |
| ---- | ---- | --------------- | --------------------- | -------------- | --------- |
| 14th | 2012 | Super Junior    | "Sexy, Free & Single" | Kara           | "Pandora" |

### Prêmio de Melhor Superstar
| Edição | Ano  | Artista        | Canção                            |
| ------ | ---- | -------------- | --------------------------------- |
| 1ª     | 1999 | Lee Seung-Hwan | "Glucose"                         |
| 2ª     | 2000 | Jo Sung-mo     | "Did You Know"                    |
| 3ª     | 2001 | Wax            | "화장을 고치고"                   |
| 4ª     | 2002 | Cho PD         | "My Style"                        |
| 5ª     | 2003 | Big Mama       | "Break Away"                      |
| 6ª     | 2004 | BoA            | "My Name"                         |
| 7ª     | 2005 | Drunken Tiger  | "소외된 모두, 왼발을 한보 앞으로" |

### Prêmio de Melhor Vídeo Musical Popular
| Edição | Ano  | Artista   | Canção           |
| ------ | ---- | --------- | ---------------- |
| 1ª     | 1999 | H.O.T.    | "Iya"            |
| 2ª     | 2000 | H.O.T.    | "Outside Castle" |
| 3ª     | 2001 | g.o.d.    | "Lie"            |
| 4ª     | 2002 | BoA       | "No. 1"          |
| 5ª     | 2003 | Lee Hyori | "10 Minutes"     |
| 6ª     | 2004 | Rain      | "It's Raining"   |
| 7ª     | 2005 | TVXQ      | "Rising Sun"     |

## Principais vencedores
| Posição          | 1ª  | 2ª       | 3ª                | 4ª      | 5ª   |
| ---------------- | --- | -------- | ----------------- | ------- | ---- |
| Artista          | BTS | EXO TVXQ | Rain Super Junior | BIGBANG | 2NE1 |
| Total de prêmios | 19  | 14       | 13                | 14      | 11   |